# Anabate à sourcils fauves
Syndactyla rufosuperciliata
Espèce
Statut de conservation UICN

LC : Préoccupation mineure
L’Anabate à sourcils fauves (Syndactyle rufosuperciliata) est une espèce d'oiseaux de la famille des Furnariidés vivant en Amérique du Sud.

## Distribution et habitat
L'espèce est répartie de manière disjointe, dans les Andes, du sud de l’Équateur, du Pérou, de la Bolivie, au nord-ouest de l’Argentine, et du sud-est du Brésil, au sud, à l’est du Paraguay, à l’Uruguay, à l’est de l’Argentine, jusqu’au centre-est de ce pays.
Cette espèce est considérée comme assez commune et largement répandue dans ses habitats naturels, le sous-bois des forêts humides des montagnes andines et de la Mata Atlántica, à des altitudes comprises entre 900 et 2 500 m dans les Andes, et jusqu’à 1 600 m dans les autres zones.

## Liste des sous-espèces
Selon les classifications du Congrès ornithologique international (IOC) et des oiseaux du monde, quatre sous-espèces sont reconnues, avec leur répartition géographique correspondante :
- Syndactyla rufosuperciliata cabanisi (Taczanowski, 1875) - Andes du sud de l’Équateur (Cordillère du Condor, à Zamora Chinchipe), Pérou (Piura, Cajamarca et au sud de l’Amazonie) et ouest de la Bolivie (au sud jusqu’à Cochabamba) ;
- Syndactyla rufosuperciliata oleaginea (P.L. Sclater, 1884) - Andes depuis le centre de la Bolivie (au sud de l’ouest de Santa Cruz) vers le sud jusqu’au nord-ouest de l’Argentine (au sud jusqu’à La Rioja) ;
- Syndactyla rufosuperciliata rufosuperciliata (Lafresnaye, 1832) - sud-est du Brésil (sud de Minas Gerais et sud d’Espírito Santo vers le sud jusqu’à Paraná) ;
- Syndactyla rufosuperciliata acrita' (Oberholser, 1901) - centre nord du Paraguay et extrême sud-est du Brésil (Santa Catarina, Rio Grande do Sul) vers le sud jusqu’au nord-est de l’Argentine (Chaco et Misiones all-south jusqu’au nord-est de Santa Fe et nord de Buenos Aires) et l’Uruguay.

Le classement Clements Checklist v.2018, liste également la sous-espèce :
- Syndactyla rufosuperciliata similis (Chapman, 1927)